# Edie Britt
Edie Britt is een fictief personage uit de Amerikaanse televisieserie Desperate Housewives, gespeeld door Nicollette Sheridan.
Edie Britt is de vijfde wanhopige huisvrouw, die al op de middelbare school een buitenbeentje was. Ze is een succesvolle makelaar die Wisteria Lane als haar grondgebied beschouwt. Ze is opgegroeid zonder vader en zoekt daarom haar geluk bij vele andere mannen. Zij en Susan hebben een haat- liefdeverhouding: ze vechten allebei om Mike Delfino.

## Verhaallijn
Edie Britt (voormalig McLain en Roswell) is een buitenbeentje in de straat: vrouwen willen niet dat hun man bij haar in de buurt komt. Ze is een succesvolle makelaar die haar huis verliest door toedoen van haar buurvrouw Susan Mayer. Ze is opgegroeid zonder vader, en zoekt daarom haar geluk bij vele andere mannen. Zij en Susan hebben een haat-liefdeverhouding: ze kunnen niet met, maar ook niet zonder elkaar.
Ze begint ook een relatie met Karl, Susans ex-man. Susan is hier eerst heel kwaad over, maar later blijkt dat Karl eigenlijk gewoon bij Edie is om zo dichter bij Susan te zijn. Als Karl Susan dan in bed krijgt en hij het uitmaakt met Edie, is die laatste zo woest dat ze een privédetective inhuurt om uit te vissen met wie Karl haar bedrogen heeft. Ze is zo woest als dit Susan blijkt te zijn, dat ze Susans huis in brand steekt.
Later zet ze haar tanden in Mike: ze is nog steeds woest op Susan omdat die met haar vriend, Susans ex-man Karl, heeft geslapen. Ze vindt die wraak in Mike: hij is zijn geheugen kwijt en weet dus niet meer wie Susan is. Hun relatie is echter geen lang leven beschoren. Als Mike achter de tralies verdwijnt, laat Edie Mike vallen als een baksteen.
Edies neefje Austin komt bij haar wonen: hij heeft problemen thuis en tante Edie biedt hem een slaapplaats aan. Het is een ruige jongen: wilde haren, stoere blik en een motor. Julie Mayer vindt hem oorspronkelijk maar niets, maar stilaan groeien de gevoelens voor Austin. Ze valt uiteindelijk helemaal voor hem. Als Austin echter Julie bedriegt met Danielle, en Danielle zwanger raakt van hem, moet hij echter Fairview verlaten tot de baby geboren is. Eenmaal Austin weg is, staat ineens haar ex voor de deur: hij moet voor een periode naar het buitenland en vraagt Edie om op hun zoontje Travers te passen. Dit gooit Edies plannen helemaal overhoop. Ze zoekt een babysit voor haar zoon en vindt die in Carlos, die wel tijd heeft hiervoor. Als Edie ziet hoe goed Travers en Carlos met elkaar kunnen opschieten, ontwikkelt ze gevoelens voor Carlos: ze haalt hem ertoe over iets met haar te beginnen. Hij is echter niet verliefd op haar: hij is met haar voor de seks, het niet alleen moeten zijn en voor Travers. Want als Travers eenmaal vertrekt, bekoelt ook de liefde van Carlos voor Edie. Zij probeert hem dan via allerlei listen bij haar te houden: ze jaagt hem uit zijn huis (met de hoop dat hij dan bij haar zal intrekken) en als ze Carlos een baby belooft, blijft ze stiekem de pil innemen. Carlos vindt de pillen (op het huwelijk van Gabrielle in de handtas van Edie) en verbreekt de relatie met Edie. Zij was echter verliefd op hem en stort volledig in elkaar. In de laatste scène van seizoen 3 zie je Edie die zelfmoord pleegt.
Seizoen 4 start waar seizoen 3 was gestopt. Nu blijkt dat Edie nooit van plan was geweest om zelfmoord te plegen, maar door te doen alsof Carlos ertoe probeerde te bewegen bij haar te blijven.
Dat lukt haar en ze palmt hem helemaal in, tot hij erachter komt dat zij het bestaan van zijn geheime bankrekening heeft ontdekt. Carlos betaalt iemand om ervoor te zorgen dat het geld verdwijnt voordat Edie hem kan aangeven. Edie komt hierachter en wanneer ze erachter komt dat Carlos nog steeds een affaire heeft met Gabrielle, is het hek helemaal van de dam.
Edie laat foto's maken van het koppel terwijl ze kussen en toont deze aan Victor, Gabrielles echtgenoot en de burgemeester van Fairview.
Uit angst voor Victor verhuizen Gaby en Carlos, maar dat gaat niet door wanneer Edie de papieren van Carlos' geheime bankrekening onderschept en, na een gevecht met Gaby, ze kwijtraakt in de tornado.
Maanden later, wanneer Edie Orson in haar huis laat overnachten nadat Bree hem het huis uit heeft gezet (ze was erachter gekomen dat hij verantwoordelijk was voor het bijna fataal ongeluk van Mike), haalt ze de woede van Bree op zich. Deze denkt dat ze een relatie heeft met Orson en de woede laait ook bij Edie op wanneer Bree haar publiekelijk affronteert.
Wanneer Edie van Orson hoort dat Benjamin, Brees kind, eigenlijk van haar neefje Austin is, gaat ze naar Bree en dreigt ze ermee, dat als Bree de schijn niet ophoudt voor de rest van de buitenwereld, ze dan bekend zal maken dat Benjamin niet van haar is. Er zit voor Bree niets anders op dan de waarheid te vertellen aan haar vriendinnen en deze vormen samen een front tegen Edie. Ze zijn het beu dat Edie al jaren de buurt terroriseert en ze maken haar duidelijk dat ze vanaf nu niets meer dan lucht voor hen is. Ontdaan verlaat Edie Wisteria Lane om meer tijd te gaan doorbrengen met haar zoon, Travers.
Het is ondertussen bekend dat Edie zal terugkeren in seizoen 5, na de tijdssprong van vijf jaar.